# Морпехи (фильм)
«Морпе́хи» (англ. Jarhead, дословно — «кувшиноголовый») — американская биографическая военная драма 2005 года, третий полнометражный фильм Сэма Мендеса, снятый по мотивам книги «Кувшиноголовые: Хроники морских пехотинцев времён войны в Заливе и прочих битв» (англ. Jarhead: A Marine’s Chronicle of the Gulf War and Other Battles, Энтони Суоффорда 2003), повествующих о его военной службе в корпусе морской пехоты США во время войны в Персидском заливе. В фильме снимаются Джейк Джилленхол в роли Суоффорда, Джейми Фокс, Питер Сарсгаард, Лукас Блэк и Крис Купер.
Universal Pictures выпустила фильм 4 ноября 2005 года, получив неоднозначные отзывы и разочаровывающие кассовые сборы, собрав 97 миллионов долларов при бюджете в 72 миллиона. Названный так из-за военного сленга морской пехоты США, фильм в конечном итоге породил серию из трёх последующих фильмов, снятых непосредственно на Direct-to-video.
|  |

## Сюжет
Фильм начинается с голоса Энтони Суоффорда (Джейк Джилленхол) за кадром: 
История. Человек много лет стреляет из карабина, он идет на войну. А потом сдает карабин на оружейный склад и думает, что покончил с оружием. Но не важно, что он делает: любит женщину, строит дом или меняет подгузники сыну, его руки помнят оружие.
 Затем мы видим Суоффа в учебном лагере морской пехоты США, где инструктор Фитч (Скотт МакДональд) проводит воспитательную работу с новобранцами. Эта сцена копирует сцену из фильма «Цельнометаллическая оболочка», Стэнли Кубрика — своеобразная дань уважения творчеству последнего. После пребывания в учебном лагере Тони отправляют на базу морской пехоты Пэнделтон. По прибытии он сразу же становится объектом для жестокой шутки с клеймом со стороны новых сослуживцев: его связывают и подносят к телу раскаленное клеймо (что вызывает у Суоффа панику и ужас), якобы для того чтобы выжечь надпись «USMC» (United States Marine Corps — Морская Пехота Соединённых Штатов). Раскаленное клеймо незаметно подменяют на холодное, и в дальнейшем мы узнаем, что это стандартная шутка над новичками и чтобы получить клеймо, его надо заслужить. Суоффорд, не выдержав, падает в обморок. Когда он приходит в сознание, Трой (Питер Сарсгаард) приветствует его словами: «Добро пожаловать в дерьмо!»

Герои фильма

Через какое-то время Суофф встречается со штаб-сержантом Сайксом (Джейми Фокс), прирождённым военным, «кадровиком», который приглашает Суоффорда на курсы снайперов. После трудных учебных будней, стоивших жизни одному из новобранцев (он был смертельно ранен на полигоне), Суофф становится снайпером, а его напарником-наблюдателем назначают Троя.
Когда в Кувейт вторгаются иракские войска, отряд штаб-сержанта Сайкса (к которому приписан Энтони) посылают в Персидский залив для участия в операции «Щит в пустыне». Весь отряд хочет принять участие в боевых действиях, но вместо этого они вынуждены бесконечно пить воду, ждать, готовиться к боям, патрулировать безлюдные территории, пить воду, кидать гранаты в пустоту, ходить по вымышленным минным полям и опять пить воду. Воды приходится пить всё больше и больше, приспосабливая себя к условиям засушливой окружающей среды. Через некоторое время в полевой лагерь на окраине Саудовской Аравии прибывают репортёры из CNN. Все члены отряда Сайкса дают интервью репортёрам и по приказу сержанта устраивают показательную игру в американский футбол в защитных костюмах, температура в которых достигает 60 градусов по Цельсию. Во время съёмки игра превращается в фарс, и некоторые морские пехотинцы начинают пародировать перед камерой половой акт. Сайкс, возмущённый поведением подчинённых, прерывает видеосъёмку и под предлогом посещения артиллерийских складов уводит съёмочную группу. Впоследствии отряд подвергается наказанию.
За время ожидания жёны и любовницы некоторых морских пехотинцев изменяют им. Суоффорд тоже получает письмо от своей девушки, из которого делает выводы, что она ему неверна. Самая оскорбительная и омерзительная измена происходит с бойцом, которому жена присылает видеокассету, якобы с фильмом «Охотник на оленей». На самом деле на кассете запечатлён половой акт его жены с соседом. После участившихся случаев измен, морские пехотинцы создают в лагере «стену позора», на которую вывешивают фотографии неверных жён и девушек.
Во время весёлой вечеринки по случаю Рождества с большим количеством спиртного, рядовой Фергус (Брайан Герати), член отряда Сайкса и сослуживец Суоффорда, случайно поджигает ящики с боеприпасами, жаря сосиски на открытом огне. К счастью, боеприпасы оказываются осветительными, и происходит своеобразный фейерверк. Поскольку Суоффорд в ту ночь должен был быть в карауле и смотреть за тем, чтобы не произошло никаких происшествий, сержант Сайкс наказывает его и понижает в звании до рядового. Тяжесть наказания и известие об измене девушки ставят Суоффорда на грань безумия.
После длительного пребывания в пустыне войска коалиции начинают операцию «Буря в пустыне», и морских пехотинцев отправляют на границу Кувейта с Саудовской Аравией. Прежде чем отряд переходит в наступление, Энтони узнает от Сайкса о криминальном прошлом Троя и о том, что из-за этого Трою не станут продлевать контракт. После сильного артиллерийского обстрела американских позиций морские пехотинцы переходят в наступления, не встречая врагов на своем пути. Жертвы появляются лишь тогда, когда союзные штурмовики А-10, приняв коалиционные войска за иракцев, открывают по ним огонь. После похода по пустыне морские пехотинцы проходят через «Шоссе смерти» — шоссе от Эль-Кувейта до Басры, где в течение ночи с 26 февраля на 27 коалиционная авиация уничтожила около 1900 машин отступающих иракских войск. Также морпехи проходят через район пустыни, утопающий в нефти, так как во время отступления иракцы подожгли около 700 нефтяных скважин. От горящих скважин поднимаются столбы густого чёрного дыма, из которых падают капли нефти — говоря словами Суоффорда, «кровь земли».
После всего пережитого Суоффорду и Трою поручают боевое задание. Их миссия — уничтожить двух высокопоставленных иракских офицеров, находящихся в диспетчерской башне поврежденного в ходе боёв аэропорта. Напарники добираются до аэропорта, занимают заброшенное здание и находят цель. Трой запрашивает разрешение на выстрел, но тут в здание врывается взвод морских пехотинцев, командир которого вызывает авиаудар по диспетчерской башне. Трой умоляет командира (Деннис Хэйсберт) разрешить им сделать выстрел. Когда тот отказывает, Трой падает в отчаянии и начинает плакать. В конечном итоге аэропорт бомбят американские военные самолёты. Суоффорд и Трой, забыв о времени, обсуждают случившееся и с наступлением темноты пытаются пробраться к своим. По пути они слышат чьи-то крики и голоса за холмом. Забираясь на холм, они видят колья, на которые насажены американские противогазы — думая, что за холмом находятся иракцы, напарники готовятся к бою. Но, приблизившись, они видят, что это крики радости. Война закончилась. Весь отряд празднует это, устроив вечеринку со сжиганием полевой униформы на костре. Суоффорд говорит Трою, что он так и не выстрелил из своей винтовки, на что тот отвечает: «Выстрели сейчас». Напарники начинают стрелять в воздух, и другие морские пехотинцы, так и не получившие ни одного шанса выстрелить, тоже открывают огонь в воздух.
По возвращении домой войска проходят торжественным строем через город. В автобусе, который везёт отряд, тоже весело. Единственное, что помешало веселью, это ветеран вьетнамской войны, который неожиданно забежал в автобус. Он радуется тому, что иракцев разгромили, но с горечью вспоминает о своей войне. Думая об этом, Суофф замечает: «Все войны разные, и все войны похожи». Вскоре после возвращения Суофф и его товарищи возвращаются к мирной жизни: Крюгер занимает высокопоставленную должность в одной из больших фирм, Эскобар устраивается на работу в универмаг, Кортез становится отцом троих детей. Только Сайкс продолжает служить в морской пехоте. Потом Суоффорд получает от Фергуса известие о том, что Трой умер. В книге Суоффорд рассказывает, что Трой погиб, когда его машина перевернулась по пути домой с «пустячной гражданской работы». Этого бы не произошло, если бы Троя не выгнали из-за прошлого из морской пехоты, где он всегда мечтал служить и быть кадровым военным, как Сайкс. Тони едет на похороны и встречает старых друзей, вспоминает о войне:
История. Человек стреляет из винтовки много лет и идет на войну. А потом возвращается домой и понимает, что что бы он ни делал в жизни: строил дом, любил женщину или менял сыну подгузники, он навсегда останется морпехом. А все морпехи, убивающие и умирающие, навсегда останутся мной. Мы всё ещё там... в пустыне…

## В ролях
| Актёр            | Роль                           |
| ---------------- | ------------------------------ |
| Джейк Джилленхол | капрал Энтони «Суофф» Суоффорд |
| Питер Сарсгаард  | капрал Алан Трой               |
| Лукас Блэк       | младший капрал Крис Крюгер     |
| Джейми Фокс      | штаб-сержант Сайкс             |
| Скотт Макдональд | Ди Ай Фитч                     |
| Брайан Герати    | рядовой Фергус О’Доннелл       |
| Джейкоб Варгас   | младший капрал Хуан Кортез     |
| Лаз Алонсо       | младший капрал Рамон Эскобар   |
| Ивен Джонс       | рядовой Дэйв Фоулер            |
| Крис Купер       | подполковник Казински          |
| Деннис Хэйсберт  | майор Линкольн                 |
| Джон Красински   | капрал Харриган                |

## Саундтрек
- Томас Ньюман
  - Welcome To The Suck
  - Raining Oil
  - Battery Run
  - Mirage Bedouin
  - No Standard Solution
  - 8 Men 5 Camels
  - Full Chemical Gear
  - Unsick Most Ricky — Tick
  - Morning Glory
  - Desert Storm
  - Desert Sunrise
  - Zoomies
  - Horse
  - Pink Mist
  - Jarhead For Life
  - Dickskinner
  - Permission To Fire
  - Dead Anyway
  - Scuds
  - Listen Up
- Naughty By Nature — O.P.P.
- Bobby McFerrin — Don’t Worry Be Happy
- Public Enemy — Fight The Power
- Том Уэйтс — Soldier’s Thing’s
- T.Rex — Bang A Gong (Get It On)
- Nirvana — Something in the Way
- C&C Music Factory — Gonna Make you Sweat
- The Doors — Break on Through
- Канье Уэст — Jesus Walks

## Награды и номинации
| Премия | Категория                                    | Имя                                | Номинант           | Результат |
| ------ | -------------------------------------------- | ---------------------------------- | ------------------ | --------- |
| 2005   | 10-я церемония вручения премии «Спутник»     | Лучший актёр — драма               | Джейк Джилленхол   | Номинация |
| 2005   | 10-я церемония вручения премии «Спутник»     | Лучший актёр второго плана — Драма | Питер Сарсгаард    | Номинация |
| 2005   | 10-я церемония вручения премии «Спутник»     | Лучший сценарий — адаптированный   | Уильям Бройлес-мл. | Номинация |
| 2005   | 10-я церемония вручения премии «Спутник»     | Лучший монтаж                      | Уолтер Мерч        | Номинация |
| 2005   | Премия Вашингтонской ассоциации кинокритиков | Лучший актёр второго плана         | Питер Сарсгаард    | Номинация |

## Критика
На Rotten Tomatoes в целом фильм получил 61 %. По версии IMDb фильм оценивается в 7 баллов из 10 возможных.
Фильм получил разные отзывы критиков. Роджер Эберт дал фильму 3.5 балла из 4 возможных, объясняя это уникальностью изображения морских пехотинцев во время войны в заливе, которые боролись скорее со скукой и ощущением изоляции, чем с вражескими войсками. Оуэн Глейберман в Entertainment Weekly поставил фильму оценку 4+ (B+) и отметил: «„Морпехи“ не является в чистом виде политическим фильмом, но являет почти сюрреалистическую ненужность людей, чья жажда победы с каждым шагом рушится, в тактике, рельефе, морали войны в которой они оказались, он раздаётся мощным эхом того отдельно взятого человека, которым мы являемся сегодня». Стивен Хант в рецензии в Washington Post высоко оценил игру Джека Джилленхола: «Что замечательно в фильме, так это отказ Джилленхола паясничать; он, видимо, не ревнует в камере, когда та переключается на других, и доволен продолжительные промежутки служить в качестве призмы сквозь которую можно наблюдать других парней». Лесли Фелперин в Sight & Sound писала, что «как никакой другой „Морпехи“ ведёт репортаж о войне, последствия которой мы ещё не начали осознавать, войны, которая ныне протиснулась в историю своим клокочущим продолжением». Майк Кларк в USA Today поставил фильму три из четырёх звёзд и отметил: «В конечном итоге мы имеем добротный, если не необыкновенный фильм, хотя приятно что Мендес растёт как режиссёр». Ричард Шикель в Time писал: «Но лучшие военные фильмы — и этот, несмотря на то, что он чересчур продолжительный и одномерный, он среди них — показывают, что люди сражаются (или в данном случае готовы сражаться) не по какой-то причине, но ради выживания и помощи своим товарищам в том же самом». Питер Трейврс из «Rolling Stone» также дал положительную оценку фильму.
Однако некоторые критики дали отрицательные оценки. Например, это сделал Дэвид Денби из журнала «The New Yorker», который назвал одним из недостатков фильма несвязный сюжет. Энтони Скотт в The New York Times отметил, что «фильм полон напряжения почти не затрагивающего за живое» и назвал его «второстепенным фильмом о небольшой войне и фильм, который в настоящий момент чувствует себя совершенно неуместным». Кеннет Туран в рецензии в Los Angeles Times писал: «Его безупречные поверхности и профессиональный стиль не могут соперничать с печальной действительностью передаваемой документальными фильмами, такими как „Дворец стрелка“ и „Оккупация: Страна мечты“ — или, если уж на то пошло, сюрреалистической чёрной комедией „Три короля“ Дэвида О. Рассела — которые недвусмысленно показывают, каково это быть солдатом в Ираке». Джим Хоберман в The Village Voice отметил: "Мастер монотонности, Мендес побуждает своих актёров выбить тон и держать его. Хотя «Морпехи» в визуальном смысле более завершённый и менее бессодержательный нежели «Красота по-американски» «Проклятый путь», он по-прежнему вызывает гнетущее чувство".
В отличие от кинокритиков бывший морской пехотинец Натаниэль Фик в своей рецензии в Slate дал фильму смешанную оценку, как и раскритиковал книгу, которая легла в его основу, написав, что «„Морпехи“ также показывают дикие сцены, которые, вероятно могут произойти в действующих соединениях, но лишает их содержания, который мог бы объяснить, почему они нечто больше, чем просто умопомешательство». Джеймс Мик, бывший военный корреспондент в Ираке, в рецензии в The Guardian писал: «Вся соль фильма в том, как он заканчивается, и если молодой человек в середине фильма будет выведен из поля боя целым и невредимым, если его семья и домашняя жизнь до и после войны осталась за кадром, то фильм проигрывает как фильм, который нечто повествует о войне и становится простым рассказом о возмужании, о подверженности опасности».

### «Багдадский экспресс»
В статье в New York Times ветеран войны в Ираке писатель Джоэл Тернипсид высказал предположение о том, что часть сюжета без его согласия была позаимствована из его книги «Багдадский экспресс: военный мемориал в Персидском заливе». В свою очередь сценарист фильма Уильям Бройлес-мл. заметил, что многие вещи представляются схожими из-за того, что рассказывается об одном и том же опыте, пережитом морскими пехотинцами.

## Противоречие
В статье New York Times от ноября 2005 года Дэвид Карр отметил, что ветеран войны и писатель Джоэл Тернипсид считал, что части сюжета фильма были взяты из его книги 2002 года Багдадский экспресс: мемуары о войне в Персидском заливе без его согласия. Сценарист фильма Морпехи Уильям Бройлс-младший утверждал, что многие сходства возникают из-за пересказа общего опыта морских пехотинцев.

### Комментарии
1. ↑  На армейском жаргоне прозвище военнослужащего морской пехоты США. Возникновение такого наименования восходит во временам Второй мировой войны, когда компания Mason Jar Company, ранее производившая кувшины, перестроилась на производство более востребованных для нужд фронта шлемов. В самом фильме Энтони Суоффорд отмечает, что прозвище «кувшиноголовый» возникло потому что головы всех морских пехотинцев, во-первых, обриты под High and tight и, во-вторых, сама армейская среда говорит о том, что эти головы пустые и пригодны только для того, чтобы ими что-то разбивать.
2. ↑  Во время операции «Буря в пустыне» потери в результате «дружественного огня» составили около четверти (35 человек) от общего числа погибших американских солдат.